# Віктор Крум
Віктор Крум (англ. Viktor Krum) — вигаданий персонаж, другорядний герой серії романів англійської письменниці Джоан К. Ролінґ.
Народився у квітні-серпні 1976 року у Болгарії. Студент школи магії та чар Дурмстренґ, на чотири роки старший за Гаррі Поттера, «Чемпіон Дурмстренґу», обраний Келихом вогню для участі в Тричаклунському Турнірі, ловець болгарської збірної з квідичу.

## Зовнішність та характер
Згідно з описом, має густі брови і гачкуватий ніс, який успадкував від батька. Віктор дуже скоординований у повітрі на мітлі, але незбалансований на землі. Гаррі Поттер стверджував, що у повітрі Крум тримається краще, ніж на землі. Він горбився та був клишоногим. Також у книзі відмічається, що Віктор мав плоскостопість. У вісімнадцять років Крум був худим та відзначався нездоровим кольором обличчя.
Незважаючи на свій успіх та популярність, Крум був нещасливим та самотнім, характеризувався як тиха та стримана людина. Віктор закінчив школу Дурмстренґ, яка спеціалізується на темних чарах, але погано відносився до чорної магії.

## Особисте життя
Віктор Крум народився у сім'ї Крумів у квітні-серпні 1976 року, виріс у Болгарії та навчався у школі Дурмстренґ. Протягом шкільного життя Віктор зіткнувся з символом Смертельних реліквій Ґелертом Ґріндельвальдом.
Прибувши на Тричаклунський Турнір у Хоґвартс Крум зустрічає Герміону Ґрейнджер, і судячи з усього, закохується у неї. Спочатку боязко, а потім більш настирливо болгарин починає залицятись до неї. Його наполегливість дає свій результат: Герміона вислуховує його погану англійську, приймає запрошення на Святковий бал і навіть дозволяє Віктору кілька разів поцілувати себе. Розходяться вони лише друзями, але регулярно листуються.
Через два роки Крам зустрічається з Герміоною на весіллі Білла Візлі з Флер Делякур, куди Віктора запросила сама наречена. Там він помічає трохи відірвану від реальності Луну Лавґуд, кладе око на Джіні Візлі. Але усі його спроби познайомитись та пофліртувати терплять поразки. Після весілля Крум повертається до Болгарії, де знаходить своє кохання.

## Кар'єра
Ще не закінчивши школу, він стал ловцем болгарської збірної з квідичу.
У 1994 році Крум допоміг збірній Болгарії вийти у фінал проти команди з Ірландії, Однак спритність та легкість польоту не допомагає Збірній. Під час гри Віктор двічі виконує фінт Вронського, у результаті якого його противник Айден Лінч розбивається об землю. Після першої травми Лінчу він отримує в обличчя бладжером, однак зламаний ніс не заважає йому помітити снича, якого Крум наздоганяє. Однак за кількістю балів перемагає збірна Ірландії.
Крум вирішує наздогнати снича, який зупинив гру, незважаючи на те, що у команди суперника 160 очків. Сам Гаррі Поттер захоплюється хоробрістю та рішучістю Віктора. Розуміючи, що наздогнати команду Збірної Ірландії його команда не зможе, ловець вирішує закінчити гру на своїх умовах.
Після поразки у чемпіонаті-2002, где він грав проти збірної Єгипту, Крум вирішує залишити спорт.
У 2014 році (коли йому було 38 років) Віктор вирішує повернутись у спорт. Він бере участь у чемпіонаті світу у Патагонській пустелі. Крум пояснює своє повернення тим, що дуже хоче, хоча б раз у житті, отримати Кубок світу. Незважаючи на те, що усі гравці команди суперників молодші за нього, Болгарська збірна перемагає. Завдяки бездоганній грі Віктора, його команда все ж таки отримує звання Чемпіонів світу.